# أرش (دية)
الأرش، بفتح الألف وتسكين الراء، يطلق على بدل ما دون النفس من الأطراف. وسمي أرشا لأنه من أسباب النزاع، يقال أرشت بين القوم إِذا أوقعت بينهم، وقيل أصل الأرش الخدش.

## تعريفه اصطلاحًا
عرفه الحنفية: اسم المال الواجب بالجناية على مادون النفس.
وعرفه الحنابلة: عوض النقص الحاصل بالجناية.

## الفرق بين الأرش ومصطلحات مشابهة

### الفرق بين الأرش والدية
الدية بالتعريف هي: اسم المال الواجب بالجناية على النفس أو ما دونها.
وبالتالي يظهر أن الدية هي أعم من الأرش، وأن الأرش جزءٌ منها.

### الفرق بين الأرش والتعويض
يرجع أصل كلمة التعويض إلى كلمة «عوض» والتي تعني «بدل». وتُطلق على البدل المالي الذي يجب دفعه مقابل الضرر الواقع بالغير.
لذلك فالتعويض أعم من الأرش، فالأرش يشمل فقط الضرر الواقع على ما دون النفس، أما التعويض فيشمل الضرر الواقع على المال أو النفس أو ما دونهما.

### حكومة العدل
ويقصد بحكومة العدل المال الواجب بالجناية على ما دون النفس مما ليس فيه قدر معلوم من الشرع.
وبالتالي فالأرش أعم منه، حيث يشمل الأرش المال الذي له قدر معلوم في الشرع والذي ليس له.

## دليل المشروعية
روي عن أنس رضي الله عنه «أن ابنة النضر (واسمها الربيع) كسرت سن (ثنية) جارية، فطلبوا الأرش وطلبوا العفو، فأبوا، فأتوا رسول الله ﷺ فأمرهم بالقصاص، فقال أنس بن النضر: أتكسر ثنية الربيع يا رسول الله؟ لا والذي بعثك بالحق لا تُكسر ثنيتها، فقال: يا أنس، كتاب الله القصاص. فرضي القوم وعفوا... وزاد الفزاري: فرضي القوم وقبلوا الأرش».
حديث عن أبي شريح الخزاعي قال: سمعت رسول الله ﷺ يقول: «من أصيب بدم أو خبل فهو بالخيار بين ثلاث، إما أن يقتص أو يأخذ العقل أو يعفو».
حديث عمرو بن شعيب «أن النبي ﷺ قضى في العين العوراء السادة بمكانها إذا طمست بثلث ديتها، وفي اليد الشلاء إذا قطعت بثلث ديتها...»

## أنواع الأرش

### الأرش المقدر شرعًا
وهي الحالات التي حدد لها الشرع ديتها، وهي كالتالي:
- لسان الكبير الناطق: دية نفس.
- العينان معًا: دية نفس.
- الأنف بالكامل: دية نفس.
- الشفتان: دية نفس.
- اليدان السليمتان: دية نفس.
- ثديي المرأة الكبيرة: دية نفس.
- الذكر السليم: دية نفس.
- الرجلان: دية نفس.
- الخصيتان: دية نفس.
- الشفران: دية نفس.
- سلخ الجلد: دية نفس.
- ودية النفس هي 100 من الإبل.

ودليل ما سبق حديث رواه عمرو بن حزم أن رسول الله ﷺ كتب إلى أهل اليمن كتابًا فيه الفرائض والسنن والديات، وكان مما فيه بخصوص الديات: «وَإِنَّ مَنِ اعْتَبَطَ مُؤْمِنًا قَتْلاً عَنْ بَيِّنَةٍ فَهُوَ قَوَدٌ إِلاَّ أَنْ يَرْضَى أَوْلِيَاءُ الْمَقْتُولِ.وَإِنَّ فِي النَّفْسِ الدِّيَةَ مِائَةٌ مِنَ الإِبِلِ، وَفِي الأَنْفِ إِذَا أُوعِبَ جَدْعُهُ الدِّيَةُ، وَفِي اللِّسَانِ الدِّيَةُ، وَفِي الشَّفَتَيْنِ الدِّيَةُ، وَفِي الْبَيْضَتَيْنِ الدِّيَةُ، وَفِي الذَّكَرِ الدِّيَةُ، وَفِي الصُّلْبِ الدِّيَةُ، وَفِي الْعَيْنَيْنِ الدِّيَةُ.وَفِي الرِّجْلِ الْوَاحِدَةِ نِصْفُ الدِّيَةِ، وَفِي الْمَأْمُومَةِ ثُلُثُ الدِّيَةِ، وَفِي الْجَائِفَةِ ثُلُثُ الدِّيَةِ، وَفِي الْمُنَقِّلَةِ خَمْسَ عَشْرَةَ مِنَ الإِبِلِ، وَفِي كُلِّ أُصْبُعٍ مِنَ الأَصَابِعِ مِنَ الْيَدِ وَالرِّجْلِ عَشْرٌ مِنَ الإِبِلِ، وَفِي السِّنِّ خَمْسٌ مِنَ الإِبِلِ، وَفِي الْمُوضِحَةِ خَمْسٌ مِنَ الإِبِلِ.وَإِنَّ الرَّجُلَ يُقْتَلُ بِالْمَرْأَةِ.وَعَلَى أَهْلِ الذَّهَبِ أَلْفُ دِينَارٍ».
- قلع السن: وديته خمسٌ من الإبل. ودليل ذلك حديث عمرو بن شعيب عن أبيه عن جده عن النبي ﷺ قال: «وفي الأسنان خمسٌ خمس».[13]
- قطع الأصابع: وفيها 10 من الإبل. ودليل ذلك ما جاء في الحديث السابق: «وفي كل أصبع من أصابع اليد والرجل عشر من الإبل».
- الشجاج (شج الرأس):

1. الموضحة: وهي ضربة الرأس بحيث يظهر العظم، والمقصد منها أن يتضح العظم.[14] وديتها خمس من الإبل.[15]
ودليل ذلك ما جاء في الحديث السابق: «وفي الموضحة خمسٌ من الإبل».
2. المنقلة: وهي ضربة الرأس التي تكسر العظم.[16] وديتها 15 من الإبل.[17]
ودليلها ما جاء في الحديث السابق: «وفي المنقلة خمس عشرة من الإبل».
3. المأمومة: وهي الضربة التي تبلغ أم الرأس، وأم الرأس هي الجلدة التي على الدماغ.[18]

- الجائفة: وهي الضربة التي تبلغ الجوف (في الظهر أو البطن أو الصدر).
وديتها ثُلث دية النفس.[19]
وذلك لما جاء في الحديث السابق: «وفي الجائفة ثُلث الدية».

### الأرش المختلف فيها شرعًا
وهي الأعضاء التي اختلف الفقهاء في تقدير أرشها (ديتها). وهي:
الجفنان.
اللحيان.
كسر الصلب.
الأليتان.
قلع الظفر.
ما دون الموضحة.
الهاشمة (كسر عظام الرأس).
الدامغة (الجرح في الرأس إذا وصل أم الدماغ).
كسر الضلع.
كسر الترقوة.
فقال الشافعية  وكذلك الحنابلة أن لها دية مقدرة. باعتبار أن هذه الأعضاء إما لها منفعة عملية أو جمالية. فمثلًا ذهبوا إلى وجوب دية كاملة (دية نفس) في استئصال الجفون.
وذهبوا إلى أن استئصال الأذنين فيها دية كاملة. واستدلوا على ذلك بما جاء في الحديث السابق: «وفي الأذن خمسون من الإبل». أي: في الأذن الواحدة نصف دية النفس.
بينما ذهب الأحناف والمالكية أن ديتها غير مقدرة، وتصنف بـ حكومة العدل. واستدلوا على ذلك بحديث عن أبي بكر  أنه قضى في الأذن بخمسة عشر بعيرًا.
فتكون دية (عند الشافعية والحنابلة، بينما المالكية والأحناف فتكون حكومة العدل في غالب ما سيأتي):
- اللحيان: فيهما الدية كاملة.
- كسر الصلب: الدية كاملة.
- الأليتان: الدية كاملة، وفي إحداهما نصف الدية.
- قلع الظفر: فيه حكومة عند كل المذاهب باستثناء ما ذهب إليه أحمد بن حنبل.
- ما دون الموضحة: فيه حكومة عند كل المذاهب باستثناء ما ذهب إليه أحمد بن حنبل، واختلف فيه بحسب الدرجة، ففي الدامية بعير وفي الباضعة بعيران وفي المتلاحمة ثلاثة والسمحاق 4.
- الهاشمة: 10 إبل، عند الحنفية والحنابلة والشافعية. أما عند المالكية فـ 15.
- الدامغة: كالمأمومة (ثلث الدية) وإليه ذهب الشافعية والحنابلة والمالكية.
- كسر الضلع: فيه حكومة عند معظم المذاهب باستثناء قول في الحنابلة أن على كلٍ بعير.
- كسر الزند: حكومة عند الجمهور باستثناء قولٍ لأحمد فيه بعيران.

### الأرش غير المقدر شرعًا
وهي حالات لم يقدر الشرع ديتها. فيترك أمرها للقاضي لتحديدها. وهي: الحالات التي لم يرد فيها تقدير. ويتعذر فيها القصاص.

## تقدير الأرش عند تعدد الجراحات
ولها تفصيل، منه.
1. إذا كانت الجناية على طرفين مختلفين: فتجب دية كل طرفٍ على حدة. ولا تغني إحداها عن الأخرى.

1. إذا كانت الجنايتان على نفس الطرف: فتؤخذ الأشد منها، فمثلًا لو قطع الكف مع الأصابع لشخصٍ ما، تجب عليه دية يدٍ واحدة. لكن لو كانت الجنايتان متبوعتان (وليسا في نفس اللحظة) فتكون دية وحكومة.

## تقدير الأرش عند تعدد المعاني للجراحة الواحدة
أي أصابه إصابةً واحدة، لكن أذهبت له عدة منافع، فيجب الأرش على كل منفعة ذهبت. فمثلًا حصل أن ضرب شخصٌ آخر بحجر على رأسه ففقد سمعه ولسانه ونكاحه وعقله، فقضى فيه عمر  بأربع ديات وهو حي.

## اختلاف تقدير الأرش باختلاف المجني عليه
وفيه اختلاف بين المذاهب كالتالي.

### المرأة
اتفق العلماء على أن دية المرأة بنصف دية الرجل. واختلفوا في الأرش، فذهب المالكية والحنابلة والشافعي في القديم على أن أرشها يتساوى مع أرش الرجل فيما هو دون ثلث دية النفس، ويصبح النصف فيما هو أكثر.

### الذمي
وفيه اختلاف، فالحنفية رأوا أنه يتساوى مع المسلم في الأرش.
أما المالكية والحنابلة رأوا أن أرشه نصف أرش المسلم.
أما الشافعية فرأوا أن أرشه الثلث.

### المجوسي من أهل الذمة
ذهب الشافعية والمالكية والحنابلة إلى أن أرشه ثلث خمس أرش المسلم. بينما ذهب أبو حنيفة إلى تساوي الأرش.

### الكافر غير الذمي
لا أرش له.

## مسقطات الأرش
1. العفو: بأن يبري المجني عليه الجاني ويعفو عنه.
2. الشفاء: إذا شفي المجني عليه من الجراحة التي سببها الجاني دون أن يتبع ذلك تعطل العضو أو قبحٌ في شكله، ذهب الحنابلة إلى سقوط الأرش عن الجاني. واختلفت باقي المذاهب في هذا.